# 聖安東尼奧 (新墨西哥州)
聖安東尼奧（英語：San Antonio）是位於美國新墨西哥州索科羅縣的普查規定居民點。

## 人口
根據2020年美國人口普查的數據，聖安東尼奧的面積為1.17平方千米，皆為陸地。當地共有人口165人，而人口密度為每平方千米141.03人。